# Anuța Cătună
Anuța Cătună (n. 1 octombrie 1968, Lunca Ilvei, Bistrița-Năsăud, România) este o fostă atletă română care a alergat pe distanțe lungi, reprezentând România la două Jocuri Olimpice de Vară, în 1996 și 2000. A câștigat ediția din 1996 a Maratonului din New York City.

## Carieră
A început atletismul la Bistrița. În 1991 a câștigat maratonul din Leipzig și în 1993 a câștigat maratonul de la La Rochelle. De trei ori, în anii 1993, 1994 și 1995, a obținut aurul la Campionatele Mondiale de Semimaraton cu echipa României la care se adaugă medalia de bronz din 1992 și două medalii de bronz la individual, în 1994 și în 1995.
Sportiva a câștigat medalia de aur la Cupa Mondială de Maraton din 1995 de la Atena. În același an a obținut medalia de argint la Campionatul Mondial de la Göteborg. La Maratonul de la Boston din 1998 a ocupat locul 3. În anii 2000 s-a stabilit în Statele Unite ale Americii.
Maestră a Sportului (1998). Maestră Emerită a Sportului (1995). În 2000 ea a fost distinsă cu Medalia Națională „Pentru Merit” clasa a III-a, în 2003 i-a fost conferită Medalia Națională „Pentru Merit” clasa a II-a și în 2004 a primit Ordinul Meritul Sportiv clasa a III-a. În 2017, Anuța Cătuna a fost declarată cetățean de onoare al județului Bistrița-Năsăud.

## Realizări
| An                   | Competiție                               | Locație                     | Loc                  | Eveniment            | Note                 |
| Reprezentând România | Reprezentând România                     | Reprezentând România        | Reprezentând România | Reprezentând România | Reprezentând România |
| -------------------- | ---------------------------------------- | --------------------------- | -------------------- | -------------------- | -------------------- |
| 1990                 | Campionatul Mondial de Cros              | Aix-les-Bains, Franța       | 22                   | individual           | 20:01                |
| 1990                 | Campionatul Mondial de Cros              | Aix-les-Bains, Franța       | 4                    | echipe               | 20:01                |
| 1990                 | Campionatul Mondial de Alergare pe Șosea | Dublin, Irlanda             | 55                   | 15 km                | 54:42                |
| 1991                 | Campionatul Mondial de Cros              | Anvers, Belgia              | 40                   | individual           | 21:34                |
| 1991                 | Campionatul Mondial de Cros              | Anvers, Belgia              | 7                    | echipe               | 21:34                |
| 1991                 | Maratonul de la Leipzig                  | Leipzig, Germania           | 1                    | Maraton              | 2:45:01              |
| 1991                 | Campionatul Mondial                      | Tokio, Japonia              | 44                   | 10 000 m             | 34:12,44             |
| 1992                 | Campionatul Mondial de Cros              | Boston, Statele Unite       | 45                   | individual           | 22:24                |
| 1992                 | Campionatul Mondial de Cros              | Boston, Statele Unite       | 6                    | echipe               | 22:24                |
| 1992                 | Campionatul Mondial de Ekiden            | Funchal, Portugalia         | 4                    | ekiden               | 2:25:26              |
| 1992                 | Campionatul Mondial de Semimaraton       | South Shields, Regatul Unit | 4                    | individual           | 1:10:25              |
| 1992                 | Campionatul Mondial de Semimaraton       | South Shields, Regatul Unit | 3                    | echipe               | 1:10:25              |
| 1993                 | Campionatul Mondial de Cros              | Amorebieta-Etxano, Spania   | 105                  | individual           | 21:57                |
| 1993                 | Campionatul Mondial de Cros              | Amorebieta-Etxano, Spania   | 9                    | echipe               | 21:57                |
| 1993                 | Campionatul Mondial de Semimaraton       | Bruxelles, Belgia           | 6                    | individual           | 1:10:39              |
| 1993                 | Campionatul Mondial de Semimaraton       | Bruxelles, Belgia           | 1                    | echipe               | 1:10:39              |
| 1993                 | Maratonul de la La Rochelle              | La Rochelle, Franța         | 1                    | maraton              | 2:37:02              |
| 1994                 | Maratonul de la Marrakech                | Marrakech, Maroc            | 2                    | maraton              | 2:29:39              |
| 1994                 | Maratonul de la Paris                    | Paris, Franța               | 4                    | maraton              | 2:33:24              |
| 1994                 | Campionatul Mondial de Ekiden            | Litochoro, Grecia           | 3                    | ekiden               | 2:19:18              |
| 1994                 | Campionatele Europene                    | Helsinki, Finlanda          | 5                    | maraton              | 2:32:51              |
| 1994                 | Campionatul Mondial de Semimaraton       | Oslo, Norvegia              | 3                    | individual           | 1:09:35              |
| 1994                 | Campionatul Mondial de Semimaraton       | Oslo, Norvegia              | 1                    | echipe               | 1:09:35              |
| 1994                 | Maratonul de la New York                 | New York City, SUA          | 4                    | maraton              | 2:31:26              |
| 1995                 | Cupa Mondială de Maraton                 | Atena, Grecia               | 1                    | maraton              | 2:31:10              |
| 1995                 | Cupa Mondială de Maraton                 | Atena, Grecia               | 1                    | echipe               | 2:31:10              |
| 1995                 | Campionatul Mondial de Semimaraton       | Belfort, Franța             | 3                    | individual           | 1:10:28              |
| 1995                 | Campionatul Mondial de Semimaraton       | Belfort, Franța             | 1                    | echipe               | 1:10:28              |
| 1995                 | Campionatele Mondiale                    | Göteborg, Suedia            | 2                    | maraton              | 2:26:25              |
| 1996                 | Jocurile Olimpice                        | Atlanta, SUA                | 44                   | maraton              | 2:42:01              |
| 1996                 | Maratonul de la New York                 | New York City, SUA          | 1                    | maraton              | 2:28:18              |
| 1997                 | Campionatele Mondiale                    | Atena, Grecia               | 11                   | maraton              | 2:38:38              |
| 1997                 | Maratonul de la New York                 | New York City, SUA          | 4                    | maraton              | 2:31:24              |
| 1998                 | Maratonul de la Boston                   | Boston, SUA                 | 3                    | maraton              | 2:27:34              |
| 1999                 | Maratonul de la Boston                   | Boston, SUA                 | 10                   | maraton              | 2:33:49              |
| 1999                 | Campionatele Mondiale                    | Sevilla, Spania             | —                    | maraton              | NT                   |
| 1999                 | Maratonul de la New York                 | New York City, SUA          | 6                    | maraton              | 2:32:05              |
| 2000                 | Maratonul de la Boston                   | Boston, SUA                 | 4                    | maraton              | 2:29:46              |
| 2000                 | Jocurile Olimpice                        | Sydney, Australia           | —                    | maraton              | NT                   |

## Recorduri personale
| Probă       | Performanță | Dată             | Locație   |
| ----------- | ----------- | ---------------- | --------- |
| 10 000 m    | 33:11,58    | 19 iunie 1988    | București |
| Semimaraton | 1:09:22     | 21 august 1993   | București |
| Semimaraton | 1:09:16*    | 12 martie 1995   | Lisabona  |
| Maraton     | 2:29:39     | 30 ianuarie 1994 | Marrakech |
| Maraton     | 2:27:34*    | 20 aprilie 1998  | Boston    |

* Traseul nu a fost omologat.

## Legături externe
- Anuța Cătună la Comitetul Olimpic și Sportiv Român (arhivat)
- en Anuța Cătună la World Athletics
- fr  marathoninfo
- en Anuța Cătună la Olympedia.org
- en  Anuța Cătună la athleticspodium.com